# Eurygaster maura
Eurygaster maura es una especie de insecto acorazado perteneciente a la familia de los Scutelleridae.

## Descripción
Eurygaster maura puede lograr una longitud de 8 a 11 mm (0.31 a 0.43 pulgadas). Su cuerpo es ovalado y ligeramente convexo y su cabeza es triangular y ligeramente redondeada, con un pequeño par de ojos compuestos. El pronoto sobresale ligeramente en las esquinas traseras. El escutelo cubre las alas y todo el abdomen. El color de fondo es principalmente marrón, pero puede ser un ligero gris o también negro. 
Pueden observarse de mayo a agosto, llegando a edad adulta en julio. Las hembras ponen sus huevos en la primavera en paquetes pequeños en la superficie posterior de las hojas. Pasadas varias semanas, de los huevos surgen las ninfas jóvenes. Después de cinco mudas, ya están plenamente desarrolladas y listas para pasar el invierno en la hojarasca. 
Estos insectos acorazados se alimentan en varias hierbas y plantas de grano (trigo, centeno, cebada y, a veces, avenas, maíz y mijo). Los adultos y sus larvas son muy nocivos a los cultivos. 

## Distribución
Esta especie está extendida por Europa y grandes partes de Asia y América del Norte.

## Hábitat
Sus hábitats son praderas calcáreas con hierbas salvajes.